# Surovina
Surovina je neobdelana, neočiščena snov v naravnem stanju, namenjena za proizvodnjo in predelavo. Od surovin je odvisno gospodarstvo.                                                                                                                    

## Energija
Energija je ena izmed najpomembnejši surovin. Nujno jo potrebujemo za ogrevanje domov, gretje vode, delovanje  prevoznih sredstev, aparatov.
Veliko energije pridobimo s kurjenjem fosilnih goriv, kot so na primer premog, plin, nafta, katerih količina je omejena, zato, ker so nastajala zelo počasi skozi milijone let in so zato neobnovljivi vir energije. 
To pa pomeni, da žal niso uporabni večkrat, niti niso nadomestljivi. Obnovljive surovine pa so rastline, na primer drevesa. Če jih ne porabljamo hitreje od njihovega naravnega prirastka se obnavljajo in imamo zato zagotovljen vir energije.

## Voda
Glede na to, da 70 % vode pokriva Zemljo, se vsem zdi, da imamo le-te v izobilju. Ampak pravzaprav ni tako. 
Izmed 70 % imamo samo 3 % sladkih voda, več kot tri četrtine pa je zamrznjene okrog južnega in severnega tečaja.
Približno 75 % vode porabimo samo za namakanje kmetijskih pridelkov, največ se je porabi v najrevnejših državah, deželah, na območjih, kjer je dežja malo oz. so padavine precej nestalne. Ta velika potrata vode pa je lahko tudi nesmiselna, saj je le tretjina vode res na razpolago rastlinam, saj ostala voda izhlapi oziroma ponikne.

## Kovine
Kovine so precej dragocena surovina, opazimo tudi, da so mnoge reči za vsakdanjo uporabo prav iz kovin. Nekatere kovine uporabljamo že na tisoče let, na primer baker, železo. Kovine najdemo v rudah, ki so spojine in vsebujejo visok delež kovine. Samo nekatere, kot sta na primer baker in zlato, pa najdemo v skorji Zemlji v čisti obliki. Te kovine pa so žal v naravi vedno redkejše. Če bodo redkejše kovina kdaj izčrpane, pa bo za njih treba najti nove nadomestke. 

## Bo surovin kdaj zmanjkalo?
Najpomembnejše vprašanje, ki se pojavlja ob vsem tem, pa je, če bo surovin kdaj zmanjkalo. 
Nihče ne ve, koliko časa bodo še zadoščali neobnovljive naravne surovine. Za primer dajmo fosilna goriva, ki so neobnovljivi vir energije. Zaenkrat še odkrivajo zaloge na kopnem in tudi v morju. Zaloge pa so lahko tudi težko dostopne, zato pridobivanje verjetno ne bo ravno poceni. Zagotovljeno pa je, da bodo fosilna goriva nekoč dokončno izčrpana, zato pa je naša naloga, da poiščemo nove in obnovljive vire energije.